# Черновский район (Кировская область)
Черновский район — административно-территориальная единица в составе Кировской области РСФСР, существовавшая в 1929—1958 годах. Административный центр — село Черновское.

## История
Район образован в 1929 году из Черновской и части Круглыжской, Ключевской и Петропавловской волостей Котельничского уезда в составе Шарьинского округа Нижегородского края. С 1936 года — в составе Кировской области. В 1945 году район был разукрупнен в связи с созданием Новотроицкого района. 30 сентября 1955 года укрупнён за счёт части территории ликвидированного Новотроицкого района.
В 1958 году район был ликвидирован с передачей территории Даровскому, Свечинскому и Шабалинскому районам.

## Административное деление
В 1950 году в состав района входило 17 сельсоветов и 333 населённых пунктов:
| № п/п | Сельсовет          | Кол-во НП | Население |
| ----- | ------------------ | --------- | --------- |
| 1     | Александровский    | 26        | 1353      |
| 2     | Верхне-Березовский | 18        | 593       |
| 3     | Ключевской         | 17        | 659       |
| 4     | Костровский        | 29        | 1059      |
| 5     | Красавский         | 11        | 466       |
| 6     | Лебедевский        | 17        | 1110      |
| 7     | Левинский          | 17        | 644       |
| 8     | Луптюгский         | 25        | 1220      |
| 9     | Менделеевский      | 14        | 473       |
| 10    | Петропавловский    | 33        | 921       |
| 11    | Политовский        | 16        | 729       |
| 12    | Половинский        | 29        | 640       |
| 13    | Раменский 1-й      | 14        | 837       |
| 14    | Раменский 2-й      | 9         | 841       |
| 15    | Старицкий          | 27        | 903       |
| 16    | Черновской         | 28        | 2176      |
| 17    | Южаковский         | 12        | 672       |